# Yoo (cognome)
Yoo (유, 류?, 兪, 劉, 庾, 有, 杻, 枊, 柳, 楡, 由, 裕?) è un cognome di lingua coreana.

## Possibili trascrizioni
Ryu, You, Yu.

## Origine e diffusione
Il nome della famiglia Yoo può essere rappresentato da quattro hanja: 柳 (류), 劉, 兪 e 庾, ciascuno con un significato diverso. In coreano, i caratteri 劉 e 柳 si riferiscono a 유 (Yoo) o 류 (Ryu) e sono scritti come tali a causa della regola del suono iniziale (두음 법칙) in coreano, mentre i caratteri 兪 e 庾 si riferiscono solo a 유 (Yoo). Alcuni di questi caratteri vengono utilizzati per scrivere i cognomi cinesi Liu (劉 o 柳) e Yu (兪).
Si tratta del 12º cognome per diffusione in Corea secondo i dati del Korean National Statistics Office del 2015. Nel Paese è portato da circa 963498 persone.

## Persone
- Yoo Ji-tae, attore e regista sudcoreano
- Yoo Joo-eun, attrice sudcoreana
- Yoo Sang-chul, allenatore di calcio e calciatore sudcoreano